# Évelyne Viens
Pour les articles homonymes, voir Viens (homonymie).
Évelyne Viens, née le 6 février 1997 à L'Ancienne-Lorette au Québec, est une joueuse internationale canadienne de soccer évoluant au poste d'attaquante à l'AS Roma.

## Biographie

### Carrière en club
Lors de ses études à l'université du Sud de la Floride, Évelyne Viens joue pendant quatre saisons sous le maillot des Bulls de South Florida, inscrivant 73 buts en 77 rencontres,. Elle détient de nombreux records dont celui du plus grand nombre de buts de l'American Athletic Conference (AAC). En parallèle, elle joue en 2018 et 2019 avec le Dynamo de Québec dans la Première ligue de soccer du Québec,.
Repêchée début 2020 en cinquième position par le Sky Blue FC, elle fait ses débuts professionnels lors de la NWSL Challenge Cup 2020 le 30 juin 2020. Elle marque son premier but le 22 juillet en demi-finale de la compétition contre les Red Stars de Chicago (défaite 3-2).
En août 2020, elle est prêtée en France au Paris FC jusqu'à la prochaine saison de NWSL. Elle est rapidement titularisée avec l'équipe parisienne et enchaîne les buts,. En mars 2021, elle conclut son prêt en France sur un doublé face aux Girondines de Bordeaux.
En décembre 2021, elle signe un contrat d'un an avec le Kristianstads DFF. Le club évolue présentement en première division suédoise. 
Le 18 août 2023, elle rejoint l'AS Roma, signant un contrat de 3 saisons, jusqu'en 2026.

### Carrière internationale
Ignorée de la sélection canadienne malgré ses performances à l'université, elle est appelée pour la première fois en équipe du Canada à l'occasion de la SheBelieves Cup 2021. Elle vit sa première sélection en entrant en jeu face aux États-Unis le 19 février 2021.

## Palmarès

### En équipe nationale
Équipe du Canada :
- Médaille d'or aux Jeux olympiques de Tokyo 2020.

## Statistiques

### Statistiques en club
| Saison                | Club                  | Championnat           | Championnat | Championnat | Coupe(s) nationale(s) | Coupe(s) nationale(s) | Challenge Cup | Challenge Cup | Total | Total |
| Saison                | Club                  | Division              | M.          | B.          | M.                    | B.                    | M.            | B.            | M.    | B.    |
| 2020                  | Sky Blue FC           | NWSL                  | -           | -           | -                     | -                     | 6             | 1             | 6     | 1     |
| 2020-2021             | Paris FC (prêt)       | Division 1            | 14          | 11          | 1                     | 0                     | -             | -             | 15    | 11    |
| Total sur la carrière | Total sur la carrière | Total sur la carrière | 14          | 11          | 1                     | 0                     | 6             | 1             | 21    | 12    |